# Mount Moorosi
Koordinaten: 30° 16′ S, 27° 53′ O
Mount Moorosi ist ein Ort im Distrikt Quthing in Lesotho.

## Geographie
Mount Moorosi liegt im Norden des Quthing-Distrikts. Es ist Zentrum des 2005 eingerichteten Community Council Mokotjomela, das etwa 12.000 Einwohner hat. Der Ort liegt rund 1637 Meter über dem Meeresspiegel südlich des Senqu, der hier die Grenze zum Distrikt Mohale’s Hoek bildet. Der Ort liegt am Südhang des 2358 Meter hohen Mokotjomela. 

## Geschichte
1879 suchte das Oberhaupt der Baphuthi, Moorosi, nach einer Rebellion Zuflucht auf einem rund 1820 Meter hohen Berg nördlich des heutigen Ortes. Britische Truppen aus der Kapkolonie und Basotho belagerten lange vergeblich den Berg, der erst nach vielen vergeblichen Versuchen erobert werden konnte. Moorosis Tod war ein Auslöser für den Gun War. Der Ort wurde nach dem Berg und dem ehemaligen Herrscher benannt. 
Bei den nationalen Wahlen 2015 war der Wahlkreis Mount Moorosi der einzige, in dem die Basotho National Party ein Direktmandat – durch den Parteivorsitzenden Thesele ’Maseribane – gewann. 

## Infrastruktur
Mount Moorosi liegt an der Straße A4, die unter anderem Quthing und Qacha’s Nek verbindet.

## Persönlichkeiten
- Sekhonyana Nehemia Maseribane (1918–1986), lesothischer Politiker, Vater von Thesele ’Maseribane, geboren in Mount Moorosi